# Ichnanthus nemorosus
Ichnanthus nemorosus är en gräsart som först beskrevs av Olof Swartz, och fick sitt nu gällande namn av Johann es Christoph Christian Döll. Ichnanthus nemorosus ingår i släktet Ichnanthus och familjen gräs. Inga underarter finns listade i Catalogue of Life.